# ファミ通コネクト!オン
『ファミ通コネクト！オン』（ファミつうコネクト オン、ファミ通Connect!On）は、カドカワが発行するオンラインゲーム専門誌。発売はKADOKAWA、ブランドはエンターブレイン。株式会社エンターブレインが2006年7月21日に創刊した。2013年10月から2015年3月まではエンターブレインを吸収合併したKADOKAWAが発行していた。
編集者は元週刊ファミ通副編集長のカエル大宮。現在は『ファイナルファンタジー11』、『信長の野望Online』、『モンスターハンター2』、『モンスターハンター フロンティアオンライン』、『北斗の拳オンライン』、『ファンタシースターユニバース』といった、家庭用ゲーム機の主要オンラインゲームを取り扱っている。
ゲームプレイヤーおよび読者との交流をコンセプトにしており、ゲーム情報や攻略法のほか、プレイヤーに対するインタビューやプレイ中のエピソード、投稿を数多く掲載するなど、「読者参加型」を特徴とした雑誌。雑誌の性質上、募集している投稿内容はイラストや体験談、アンケートなど多岐にわたる。
また、ゲームへの不満意見を吸い上げメーカーに送ったり、読者の運勢、特に「プレイヤーのオンラインゲーム内における運勢」を占うコーナーなど、実験的な試みもしている。
2007年3月より月刊化。2011年1月より、これまでの増刊号形態から定期刊行誌に昇格し（毎月27日発売）、同時に誌名もこれまでの英語表記の「Connect!On」がサブ名称になり、カタカナ表記の「コネクト!オン」が正式名称になった。月刊形態は2015年9月号（2015年7月27日発売）まで続き、以降は不定期刊行へ移行することが発表されたが、前述の2015年9月号を最後に1度も刊行されてはいない。